# Abel Mustieles
Abel Mustieles García (Caspe, 26 de agosto de 1991) é um desportista espanhol que compete no ciclismo na modalidade de trials, quatro vezes campeão mundial, nos anos 2013, 2015, 2016 e 2017, e três vezes campeão da Europa, em 2012, 2013 e 2014.
Tem ganhado 8 medalhas no Campeonato Mundial de Ciclismo de Montanha entre os anos 2010 e 2017, e 7 medalhas no Campeonato Europeu de Ciclismo de Montanha entre os anos 2010 e 2016.

## Palmarés internacional
| Campeonato Mundial | Campeonato Mundial                | Campeonato Mundial | Campeonato Mundial |
| Ano                | Lugar                             | Medalha            | Competição         |
| ------------------ | --------------------------------- | ------------------ | ------------------ |
| 2010               | Mont-Sainte-Anne ( Canadá)        | Medalha de prata   | Trials 20″         |
| 2011               | Champéry ( Suíça )                | Medalha de prata   | Trials 20″         |
| 2012               | Leogang/Saalfelden ( Áustria)     | Medalha de prata   | Trials 20″         |
| 2013               | Pietermaritzburg ( África do Sul) | Medalha de ouro    | Trials 20″         |
| 2014               | Hafjell/Lillehammer ( Noruega)    | Medalha de prata   | Trials 20″         |
| 2015               | Vallnord ( Andorra)               | Medalha de ouro    | Trials 20″         |
| 2016               | Val di Sole ( Itália)             | Medalha de ouro    | Trials 20″         |
| 2017               | Chengdu ( China)                  | Medalha de ouro    | Trials 20″         |
| Campeonato Europeu |                                   |                    |                    |
| Ano                | Lugar                             | Medalha            | Competição         |
| 2010               | Melsungen ( Alemanha)             | Medalha de prata   | Trials 20″         |
| 2011               | Biella ( Itália)                  | Medalha de bronze  | Trials 20″         |
| 2012               | Weilrod ( Alemanha)               | Medalha de ouro    | Trials 20″         |
| 2013               | Berna ( Suíça )                   | Medalha de ouro    | Trials 20″         |
| 2014               | Wałbrzych ( Polónia)              | Medalha de ouro    | Trials 20″         |
| 2015               | Chies d'Alpago ( Itália)          | Medalha de prata   | Trials 20″         |
| 2016               | Le Puy-en-Velay ( França)         | Medalha de ouro    | Trials 20″         |